# Lewis County, Tennessee
Lewis County är ett administrativt område i delstaten Tennessee, USA. År 2010 hade county 12 161 invånare. Den administrativa huvudorten (county seat) är Hohenwald. 

## Geografi
Enligt United States Census Bureau har countyt en total area på 732 km². 731 km² av den arean är land och 1 km² är vatten.  

### Angränsande countyn
- Hickman County - nord
- Maury County - öst
- Lawrence County - syd
- Wayne County - sydväst
- Perry County - väst